# Opioides na gravidez
Uso de opioides na gravidez pode ter implicações significativas tanto para a mãe quanto para o feto em desenvolvimento. Opioides são uma classe de drogas que incluem analgésicos prescritos (por exemplo, oxicodona, hidrocodona) e substâncias ilícitas como a heroína. O uso de opioides durante a gravidez está associado a um risco aumentado de complicações, incluindo maior risco de parto prematuro, baixo peso ao nascer, restrição de crescimento intrauterino e natimorto. Os opioides são substâncias capazes de atravessar a placenta, expondo o feto em desenvolvimento às drogas. Essa exposição pode potencialmente levar a vários efeitos adversos no desenvolvimento fetal, incluindo risco aumentado de defeitos congênitos. Uma das consequências mais conhecidas do uso materno de opioides durante a gravidez é o risco de síndrome de abstinência neonatal (SAN). A SAN ocorre quando o recém-nascido apresenta sintomas de abstinência após o nascimento devido à exposição a opioides no útero. O uso materno de opioides durante a gravidez também pode ter efeitos de longo prazo no desenvolvimento da criança. Esses efeitos podem incluir problemas cognitivos e comportamentais, bem como um risco aumentado de transtorno por uso de substâncias ao longo da vida. Diretrizes atuais recomendam que o transtorno do uso de opioides na gravidez seja tratado com farmacoterapia agonista opioide consistindo em metadona ou buprenorfina como substitutos da droga de abuso.

## Manejo da dor e preocupações
O uso de opioides é comum entre mulheres grávidas e está em crescimento. Drogas opioides são utilizadas por diversos motivos durante a gravidez, sendo a dor uma questão frequente. Condições como dor pélvica e dor lombar, que ocorrem em cerca de 68 a 72% das gestações, são comumente tratadas com esses medicamentos. Além disso, outras fontes de dor, como mialgia, enxaquecas e dor articular, são comumente relatadas durante a gravidez. No entanto, no caso de dor crônica, diretrizes da Sociedade Americana da Dor recomendam discutir as vantagens e desvantagens da terapia crônica com opioides com as mulheres e, se possível, limitar ou evitar o uso de opioides durante a gravidez devido aos riscos potenciais para o feto.
Apesar de haver evidências sugerindo impactos prejudiciais no desenvolvimento fetal causados por opioides prescritos, pesquisas conduzidas tanto na Europa quanto nos Estados Unidos mostram níveis elevados de uso de opioides prescritos durante a gravidez, seja por motivos médicos ou por dependência. É importante notar que os opioides prescritos englobam uma variedade de medicamentos, e os efeitos potenciais sobre o feto podem variar entre diferentes substâncias da mesma classe.

## Complicações
Os opioides podem atravessar tanto a barreira placentária quanto a barreira hematoencefálica, o que representa riscos para fetos e recém-nascidos expostos a essas drogas antes do nascimento. Essa exposição pode levar a complicações obstétricas potenciais, incluindo aborto espontâneo, descolamento prematuro da placenta, pré-eclâmpsia, rotura prematura de membranas e morte fetal. Também há desfechos adversos em recém-nascidos associados ao uso materno de opioides durante a gravidez, como síndrome da morte súbita infantil, crescimento abaixo do esperado para a idade gestacional, parto prematuro, baixo peso ao nascer e menor perímetro cefálico. Síndrome de abstinência neonatal é um problema comumente observado em recém-nascidos expostos a opioides antes do nascimento.

### Malformações congênitas
O uso de opioides nos estágios iniciais da gravidez está associado a um risco elevado de anomalias congênitas. Especificamente, há uma probabilidade duas vezes maior de certos defeitos, incluindo cardiopatias congênitas, gastrosquise e defeito do tubo neural. O risco de parto prematuro e complicações neonatais é reduzido em certa medida quando dextropropoxifeno ou codeína são usados em comparação com outros analgésicos opioides.

### Neurodesenvolvimento
O possível impacto no neurodesenvolvimento de bebês expostos a opioides antes do nascimento é outra preocupação relevante. Uma meta-análise recente revelou deficiências notáveis em habilidades cognitivas, psicomotoras e comportamentais em bebês e crianças em idade pré-escolar que sofreram exposição intrauterina crônica a opioides. Crianças que tiveram síndrome de abstinência neonatal apresentaram maior propensão a hospitalizações devido a deficiências cognitivas, transtornos de comunicação, fala ou linguagem, transtorno do espectro autista e problemas comportamentais, especialmente no controle emocional.

### Abstinência neonatal
A síndrome de abstinência neonatal ocorre quando recém-nascidos passam por abstinência de opiáceos e está ligada a disfunções nos sistemas nervoso central e autônomo, respiratório e gastrointestinal. Além disso, há risco aumentado de síndrome de abstinência neonatal associado ao uso médico de certos analgésicos opioides, como tramadol, codeína e propoxifeno.

## Tratamento
Mulheres grávidas com transtorno do uso de opioides têm opções de tratamento, incluindo metadona, naltrexona ou buprenorfina para reduzir o uso de opioides e melhorar a adesão terapêutica. Diretrizes atuais sugerem que metadona e buprenorfina são escolhas igualmente viáveis. No entanto, pesquisas recentes indicam que a buprenorfina pode oferecer certas vantagens em relação à metadona. Diretrizes atuais recomendam que mulheres grávidas com transtorno do uso de opioides sejam tratadas com farmacoterapia agonista opioide consistindo em metadona ou buprenorfina como substitutos da droga de abuso.